# Sport a Palermo

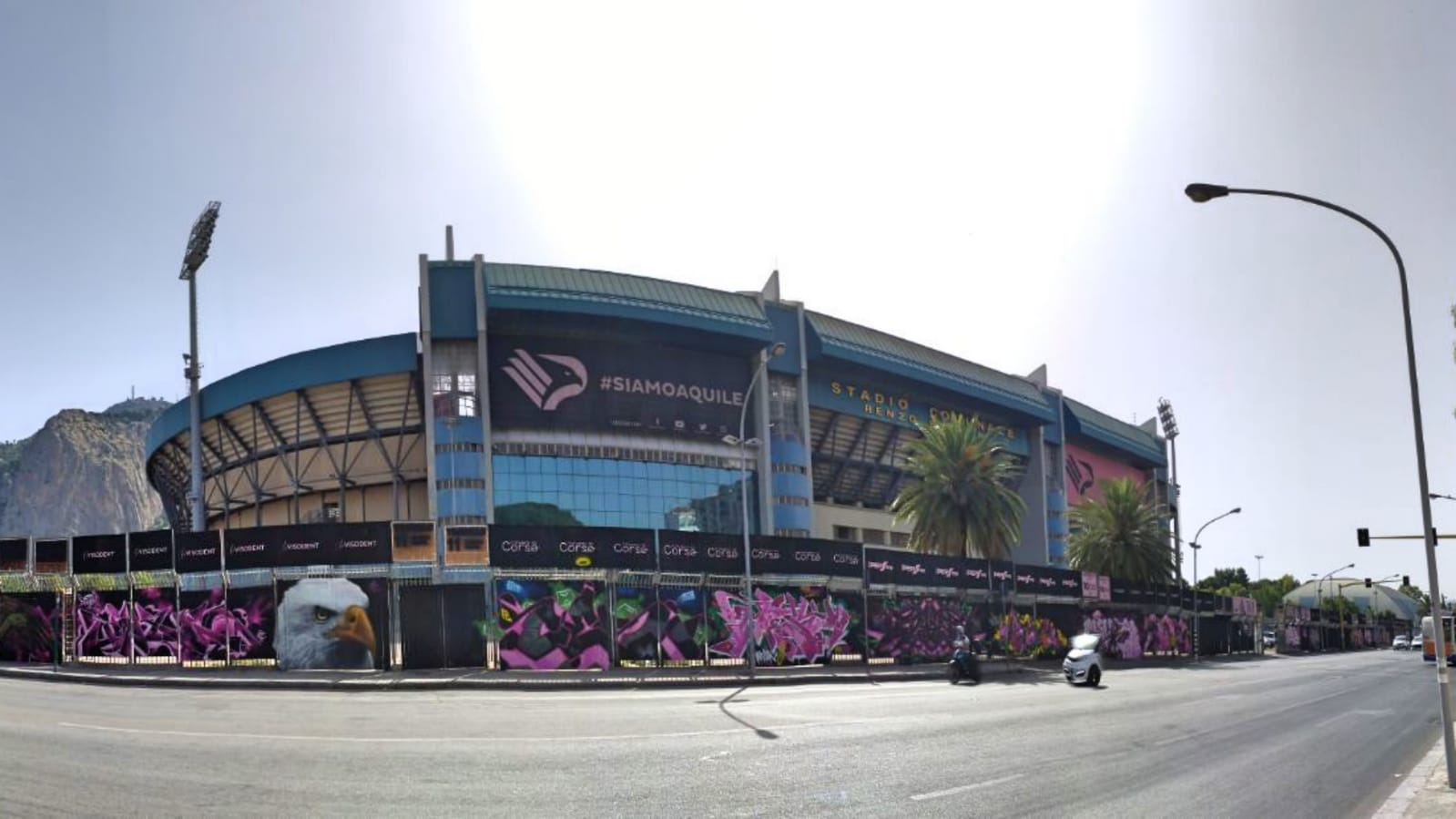
Lo stadio Renzo Barbera

Palermo ha ospitato molte importanti manifestazioni sportive quali il campionato del mondo 1990 e cinque edizioni del Giro d'Italia; dal 19 al 31 agosto 1997 ha ospitato inoltre la XIX Universiade (la prima edizione in cui le competizioni si sono svolte in una intera regione) e ha ospitato per ben tre volte, nel 1999 nel 2006 e nel 2011, i Jeux des îles.

## Calcio
La città è sede del Palermo Football Club, società calcistica fondata nel 1900 e caratterizzata dai colori sociali rosa e nero; il club disputa le proprie partite casalinghe presso lo Stadio Renzo Barbera (detto La Favorita).
In passato altre storiche società calcistiche cittadine, oggi non più in attività, raggiunsero la Serie C e la Serie D e inoltre alcune di queste si fusero con il Palermo per gravi difficoltà finanziarie: da ricordare sono la Libertas, con cui si giocò il primo derby cittadino in assoluto il 3 dicembre 1920, vinto dal Palermo 7-0, o la Juventina Palermo (che si fuse col Palermo negli inizi degli anni 40 prima di essere rifondata).
Altre società storiche sono state l'Olympia (che in un primo momento tentò di sostituirsi col Palermo fallito nel 1986, anche se il sodalizio non accattivò mai gli sportivi palermitani), la Fincantieri, l'AMAT Palermo, la Bacigalupo, la Panormus.
Attualmente sono attive nel calcio dilettantistico: Athletic Club Palermo (Serie D) e la Parmonval nel campionato di Eccellenza. A.S.D. C.U.S. Palermo, Regina Mundi e Sport Palermo in Promozione. Da segnalare il Palermo Calcio Popolare in Prima Categoria. 
Nel calcio femminile la Associazione Sportiva Dilettantistica Palermo milita in Serie C.
La Ludos e l'A.C.F. Aquile Palermo hanno disputato in passato, rispettivamente, una e due stagioni in Serie A, la massima serie del campionato italiano.

## Automobilismo
- Targa Florio: tra le più antiche corse automobilistiche, disputata fin dall'inizio del secolo scorso e organizzata dalla Famiglia Florio, è stata per molte edizioni tappa fondamentale del mondiale sport prototipi e adesso rientra nel circuito del campionato del mondo di Rally[4].

## Ciclismo
Giro d'Italia
Palermo è stata sede della cosiddetta "Grande Partenza" del Giro d'Italia in quattro occasioni: 
- 1949, con il via ufficiale della corsa dato il 21 maggio da Villa Giulia alla volta di Catania, dove si concluse la prima tappa con la vittoria di Mario Fazio;[5]
- 1954, con il via ufficiale della corsa dato il 21 maggio dall'Ippodromo della Favorita alla volta del Monte Pellegrino, dove si concluse la cronometro a squadre vinta dalla Bianchi-Pirelli;[5]
- 1986, con il via ufficiale della corsa dato il 12 maggio da via Libertà, per effettuare un prologo tra le strade cittadine vinto dallo svizzero Urs Freuler;[5]
- 2008, con il via ufficiale della corsa dato il 10 maggio da piazza Politeama, per effettuare una cronometro a squadre tra le strade cittadine, vinta dalla statunitense Team Slipstream-Chipotle.[5]

In totale, la città è stata sede di tappa della "Corsa Rosa", con il proprio nome, in venti occasioni (dieci partenze e dieci arrivi), alle quali va aggiunto l'arrivo della prima tappa del 1954 denominato ufficialmente "Monte Pellegrino", località anch'essa ricadente nel comune del capoluogo siciliano.

## Football americano
- Eagles United Palermo è una società formata nel dicembre 2019 dalla fusione dei Cardinals Palermo e degli Sharks Palermo.

## Rugby
- Rugby Palermo, è la principale squadra di rugby della città. Partecipa al campionato di Serie C girone siciliano e disputa le sue partite al Campo di rugby Malvagno[6].
- Palermo Rugby 2005, è stata la più importante squadra di rugby della città fino al suo scioglimento avvenuto nel 2013. Dalla stagione 2009-2010 alla stagione 2011-2012 ha partecipato al campionato nazionale di Serie B, disputando i play-off promozione per la serie A. Le partite si svolgevano al Velodromo Paolo Borsellino.
- Società precedentemente esistite in ordine cronologico: Cus Palermo, Don Bosco, P.G.S. Villaurea, Fiamma Panormus, Palermo RFC, Iron Team RFC, Pol. Amatori Palermo Rugby, Palermo Rugby 2015.[senza fonte]

## Canoa polo
- C.N.Marina S.Nicola, colori sociali bianco e celeste, che ha militato nella massima serie del campionato nazionale.
- Società Canottieri Trinacria, colori sociali giallo e rosso. Dal 2008 nella massima serie del campionato nazionale.

- Non più attiva: Ghisamestieri Palermo. Vantava nel proprio palmares uno scudetto (2000) e due coppe Italia (2004, 2005). [7].

## Tennis
Dal 1988 si svolgono gli Internazionali Femminili di Palermo sulla terra rossa.
Dal 1979 al 2006 sono stati disputati i Campionati Internazionali di Sicilia. 

## Pallavolo
- Palermo Volley - 1 Challenge Cup (1999), club fondato nel 1998 dalle ceneri del Ferrara Volley. Militò in Serie A1 per tre stagioni consecutive. Vinse anche una Coppa Cev. Nel 2001, con la retrocessione in serie A2, la squadra non si iscrisse al campionato e sparì.

## Pallanuoto

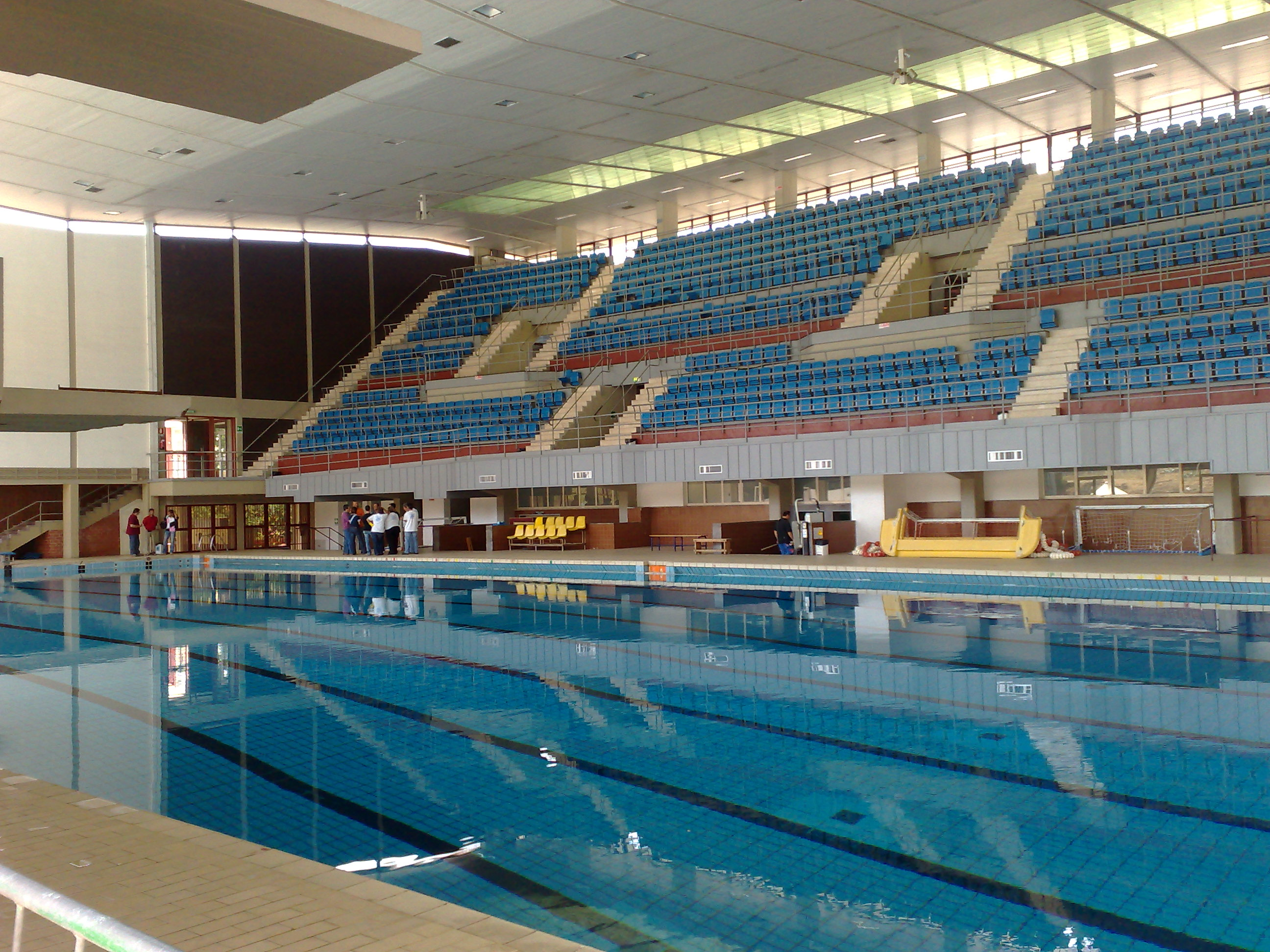
Piscina olimpica comunale.

- Telimar Palermo, militante in Serie A1
- Waterpolo Palermo, squadra maschile militante in Serie A2
- CUS Palermo Pallanuoto, squadra maschile militante in Serie B
- Rari Nantes Palermo
- Athlon 90 Palermo, squadra femminile non attiva che ha militato in Serie A1.

## Pallamano
- A.S.D. Handball Kelona Palermo, squadra maschile che nel 2016 ha disputato il campionato di Serie A1 girone C. Il Kelona disputa le sue gare al "PalaOreto", il CUS invece al "PalaCus".

## Pallacanestro
- Verga Palermo, squadra femminile in passato militante in A1.
- Green Basket Palermo, squadra maschile militante in Serie B.

L'unica squadra maschile ad aver raggiunto la massima categoria è stato il CUS Palermo Pallacanestro che, tuttavia, dovette ritirarsi dopo la prima giornata di campionato a causa degli eventi legati alla Seconda guerra mondiale.

## Atletica
- Maratona di Palermo, gara podistica che si corre nel mese di novembre su un percorso di 42,195 km. La competizione prevede, oltre alla maratona tradizionale una mezza-maratona, per un totale di 21197 m e una corsa non competitiva di 4 km aperta a tutti. La competizione nasce nel 1995;

## Vela
Il Circolo della Vela Sicilia organizza la Palermo-Montecarlo, regata velica annuale che si svolge dal 2005. Nel 2021 con il consorzio "Luna Rossa" ha vinto la " Prada Cup" e ha sfidato, perdendo, il team "New Zealand" nella "America's Cup".

## Cus Palermo
In città è attivo anche il Centro Universitario Sportivo.

## Impianti sportivi
Tra gli altri:
- Stadio Renzo Barbera
- Stadio delle Palme "Vito Schifani"
- Velodromo Paolo Borsellino
- PalaMangano (già PalaUditore)
- PalaOreto
- Palasport Fondo Patti
- Piscina olimpionica
- Campo Tenente Onorato
- Diamante Fondo Patti
- Ippodromo della Favorita